# بوگاتی تیپ ۵۷
بوگاتی تیپ ۵۷ (Bugatti Type ۵۷) خودرویی است که در سال‌های ۱۹۳۴–۱۹۴۰ به تعداد ۷۱۰ دستگاه تولید شده‌است.
این خودرو در کلاس خودرو GT قرار گرفته، است.
موتور آن ۳۲۵۷ سی‌سی است.